# 茜草目
茜草目依克朗奎斯特分类法，是屬於被子植物門，雙子葉植物綱的一個目，有茜草科和纖花草科二個科。新的分類系統將這二個科重新分類至龍膽目內。

## 科
- 茜草科 （Rubiaceae）
- 纖花草科 （Theligonaceae）